# Maria Konnikova
Maria Konnikova (Russisch: Мария Конникова) (Moskou, 1984) is een Russisch-Amerikaans journaliste, pokerspeelster en schrijfster.
Op vierjarige leeftijd kwam Konnikova vanuit Rusland naar Boston in de Verenigde Staten van Amerika.
Konnikova studeerde psychologie aan de Harvard-universiteit en promoveerde aan de Columbia-universiteit. Ze gebruikte haar kennis van psychologie om beter te worden in het pokerspel, dat ze als professioneel speler beoefent.
In 2016 won Konnikova de Critical Thinking Prize voor haar boek The Confidence Game.